# Пас (футбол)
Пас — нацеленная передача мяча от одного игрока одной команды другому игроку той же команды.

## Типы паса
- Обычный — простая передача путём перекатывания мяча по полю от одного игрока к другому.
- Навес — передача мяча путём подбрасывания его в воздух в направлении игрока своей команды.
- Пас вразрез (на ход) — доставка мяча в свободную зону (часто между игроками другой команды), где его подхватывает набегающий игрок своей команды.
- Длинная передача верхом — передача мяча направленным навесом на дальнее расстояние.

## Классификация пасов
Общепринятая техника паса — пас внутренней стороной стопы, так называемой «щёчкой». В современном футболе многие игроки также осуществляют пас пяткой или внешней стороной стопы. Остальные техники передачи мяча головой, коленом, спиной или плечом не являются пасом, так как формально такие передачи не считаются нацеленными. Кроме того, после формально ненацеленной передачи мяча от игрока одной команды своему вратарю вратарь имеет право забрать мяч в руки, в отличие от ситуации, когда был совершён нацеленный пас (передача мяча любой частью стопы).
Пасы могут передаваться по земле и верхом.
Наземные пасы:
- Обычный
- Вразрез по земле

Навесные пасы:
- Длинная передача верхом
- Ранний навес (короткий пас верхом)
- Резкий пас верхом
- Навесной пас вразрез

Пас, после которого адресат паса забивает мяч в ворота противника, называется результативной передачей. Наряду с гонкой бомбардиров (авторов забитых мячей) во многих чемпионатах также применяется учёт голов и результативных передач (система «гол + пас»).